# Agrostomyia dimorpha
Agrostomyia dimorpha là một loài ruồi trong họ Asilidae. Agrostomyia dimorpha được Londt miêu tả năm 1994. Loài này phân bố ở vùng nhiệt đới châu Phi.